# Måns Isaksson
Måns Harry Isaksson, född 7 april 2007 i Jönköping, är en svensk fotbollsspelare som spelar som mittfältare för Mjällby AIF.

## Karriär

### Tidigt in i elitfotbollen
Efter provspel i bland annat italienska Bologna och intresse ifrån storklubbar som PSV Eindhoven, Ajax och Real Sociedad, meddelade Jönköpings Södra att man, den 27 juli 2023, med den då 16-årige Måns Isaksson, skrivit på ett långtidskontrakt med talangen och att han flyttas upp till seniorlaget.
Isaksson påstås vara en av de bästa spelarna i sin ålderskull.
Under 2023 spelade han totalt 7 matcher för Jönköpings Södra i Superettan. Samma säsong som klubben åkte ner till Ettan.
Samtidigt under Isakssons rehabilitering från en skada som han ådrog sig i början av 2024 med Landslagets U17 EM-kval, påstods Isaksson i maj 2024, vara nära Club Brügge och det talades om en rekordstor försäljning för Jsödra.
26 oktober 2024 var han tillbaka efter ett långt skadeuppehåll och debuterade i Ettan.
Den 22 december 2024 värvades han av allsvenska Mjällby AIF. I juni 2025 förlängde Isaksson sitt kontrakt i Mjällby fram över säsongen 2029.